# Dorfkirche Malchow

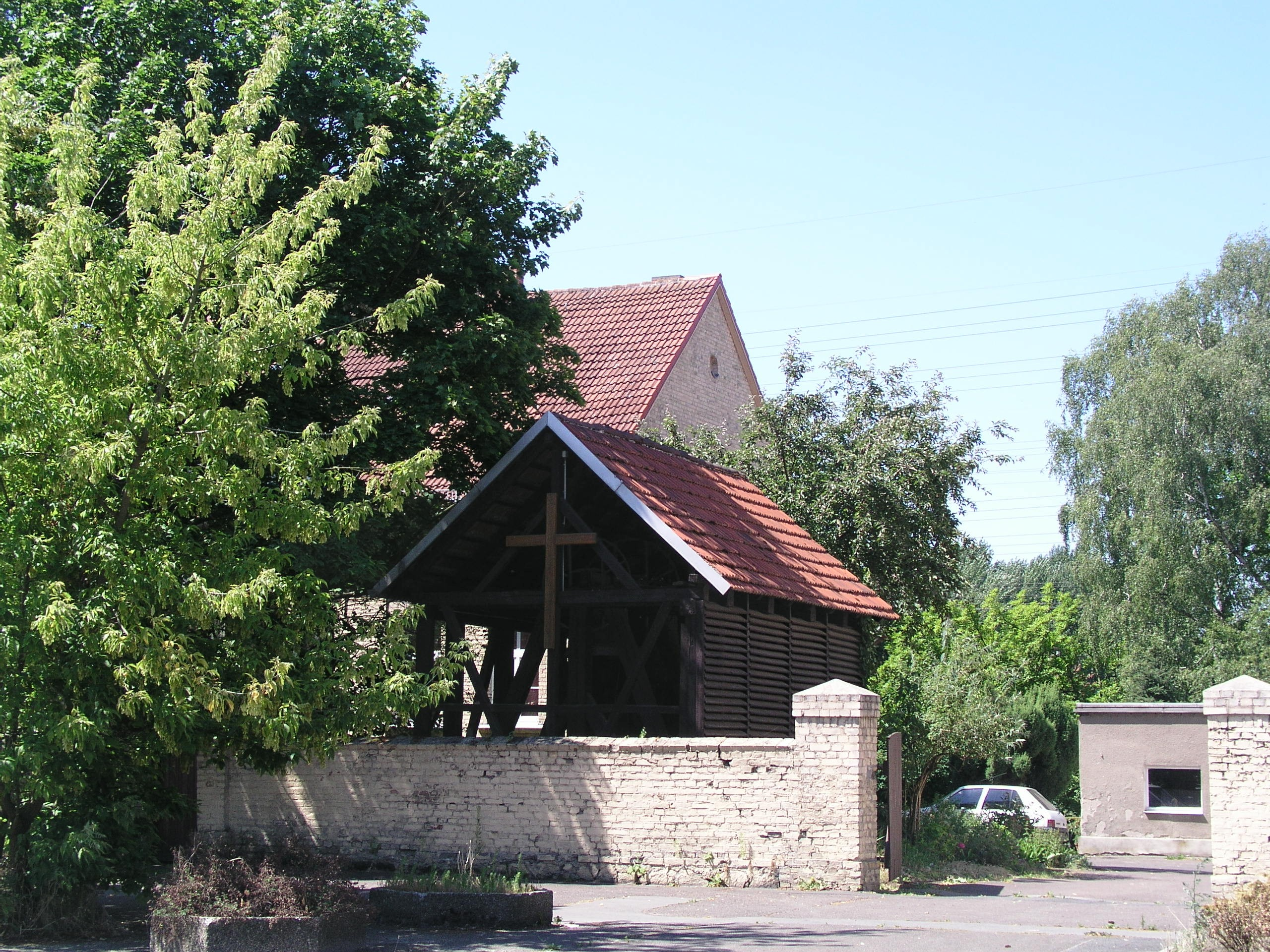
Hölzerner Glockenstuhl der evangelischen Dorfgemeinde Malchow

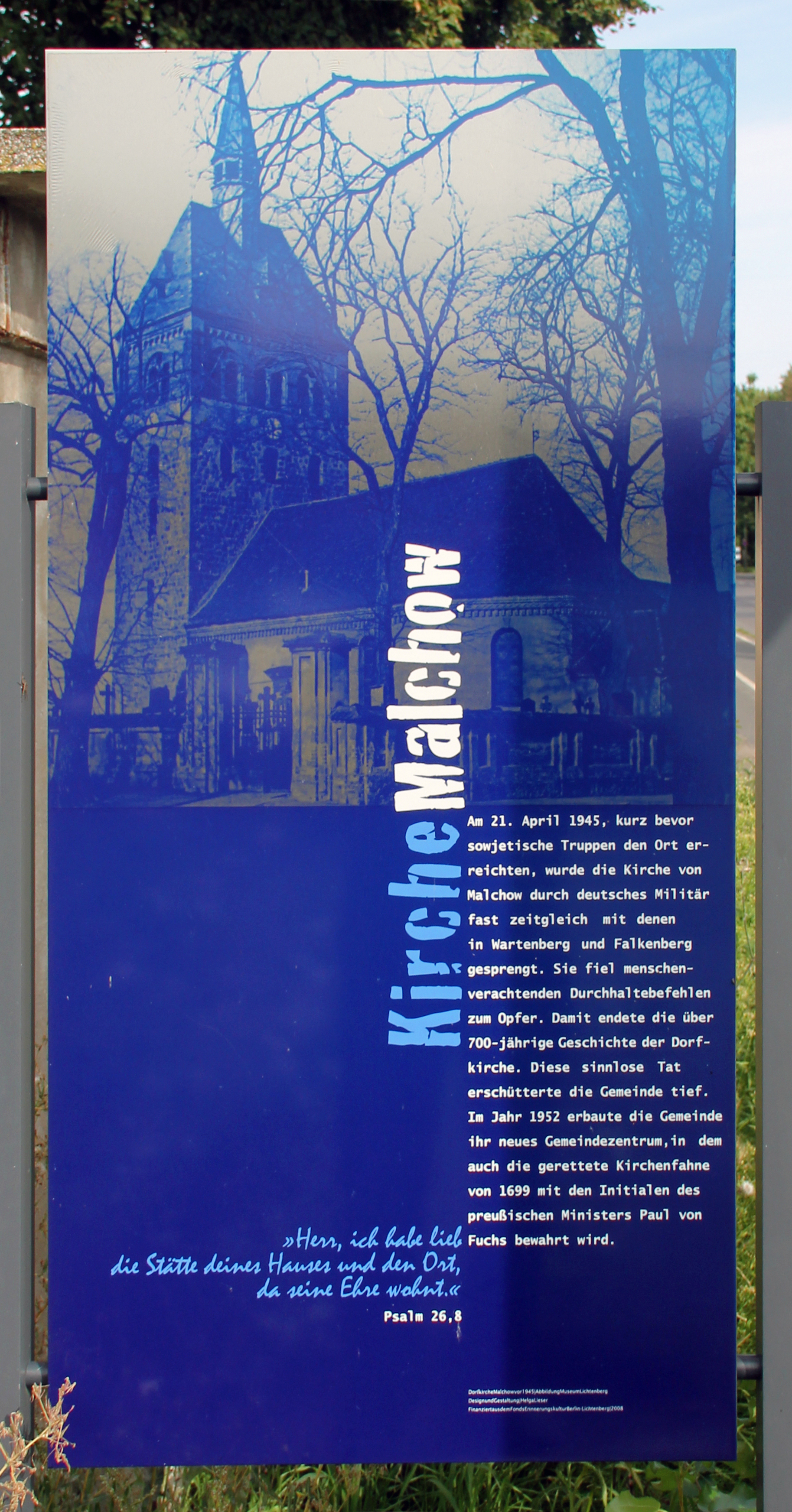
Gedenktafel, Dorfstraße 38c, in Berlin-Malchow

Die evangelische Dorfkirche Malchow in Berlin-Malchow war eine mittelalterliche Kirche. Sie stand, umgeben von einer Mauer, inmitten des rund 3000 Quadratmeter großen Kirchhofs an der Dorfstraße.

## Geschichte
Die ersten Bewohner des um 1230 gegründeten Dorfs waren niederdeutsche Zuzügler. Sie errichteten in der 2. Hälfte des 13. Jahrhunderts einen Rechtecksaal mit schiffsbreitem querrechteckigem Turm aus sorgfältig gequadertem Feldsteinmauerwerk im sogenannten Übergangsstil zwischen Spätromanik und Frühgotik. Der Turm hatte ein spitzbogiges Westportal und rundbogige Schallöffnungen.
1691 bis 1693 wurden auf Veranlassung des Gutsbesitzers erste bauliche Veränderungen vorgenommen. Der Saalbau wurde aus Backstein neu errichtet, unter Benutzung des Feldsteinsockels des mittelalterlichen Ursprungsbaus. Er wurde durch einen dreiseitigen Choranbau in Schiffsbreite ergänzt. Der Feldsteinturm wurde verputzt und erhielt eine hölzerne rechteckige Laterne aufgesetzt, so wie es die Zeichnung von Heinrich Wohler aus dem Jahr 1834 zeigt. In die Mauer des Chorpolygons wurden bei dem Umbau drei Inschriftengrabsteine der Pfarrersfamilie Neander aus den Jahren 1689 und 1693 eingearbeitet, teilweise mit figürlichem Schmuck. Dieser Mauerrest ist heute noch erhalten.
Die Kirche bekam im 17. Jahrhundert auch eine Gruft, die bei späteren Umbauten (1882) zugeschüttet wurde. 1882 wurde die alte Kirche nach Plänen von W. Köhne wieder umgebaut, vor allem erfolgte die Entfernung von Putz und Laterne des Turms sowie eine Turmerhöhung aus Backsteinen mit doppelbogigen Rundfenstern und aufgesetztem achteckigen Dachreiter.
Zur Innenausstattung gehörten eine Orgel, ein einfacher Altar, besonders schön gefertigte Chorstühle für die Herrschaften, ein gefliester Fußboden, eine Messingtaufschale mit einer Treibarbeit, die Adam und Eva im Paradies darstellt (1610) sowie ein silberner, vergoldeter Abendmahlskelch (1606) mit einem durch Evangelistenreliefs und Wappen verzierten Fuß. Das Taufbecken und ein Taufengel wurden im 19. Jahrhundert an das Märkische Museum in Berlin abgegeben.

Ein altertümlicher Spruch an der Sakristeitür bezeugte, dass Prinz Markgraf Ludewig einen Teil der Einrichtung gestiftet hatte:

„Printz Markgraff Ludewig
 Stiff’t hier zu Gottes Ehren
 Kirch’fenster, Sakristei,
 Nebst zweien neuen Chören.
 Gott sei sein Schild, sein Lohn,
 Sein Schutz, sein Eigenthum,
Er laß es feste stehn
 Zu seinem ewgen Ruhm.“

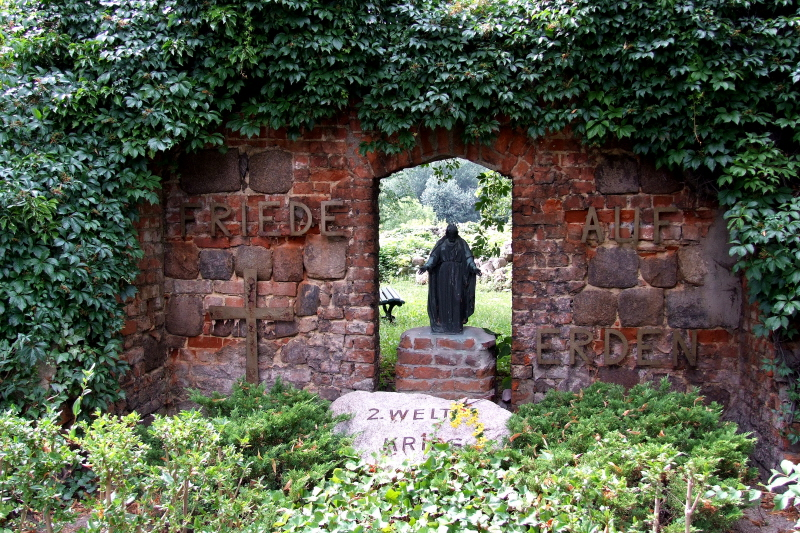
Mahnmal gegen den Krieg aus Bauresten der Dorfkirche Malchow

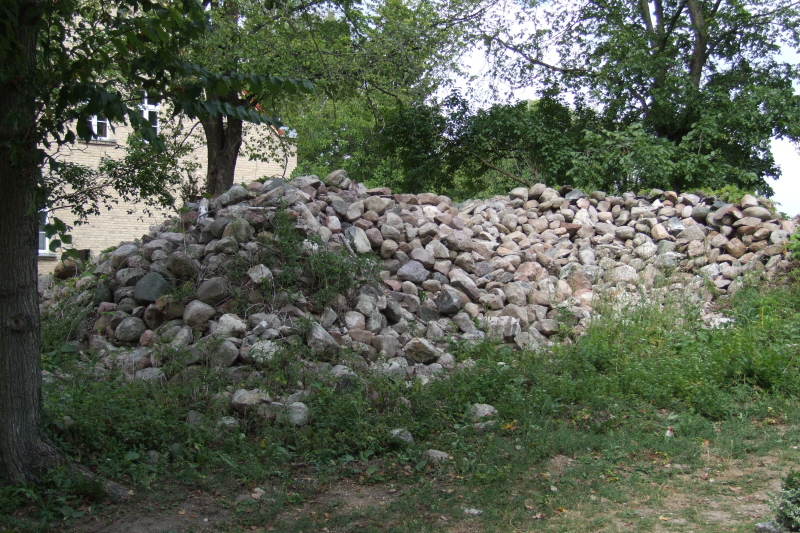
Feldsteine der zerstörten Dorfkirche Malchow

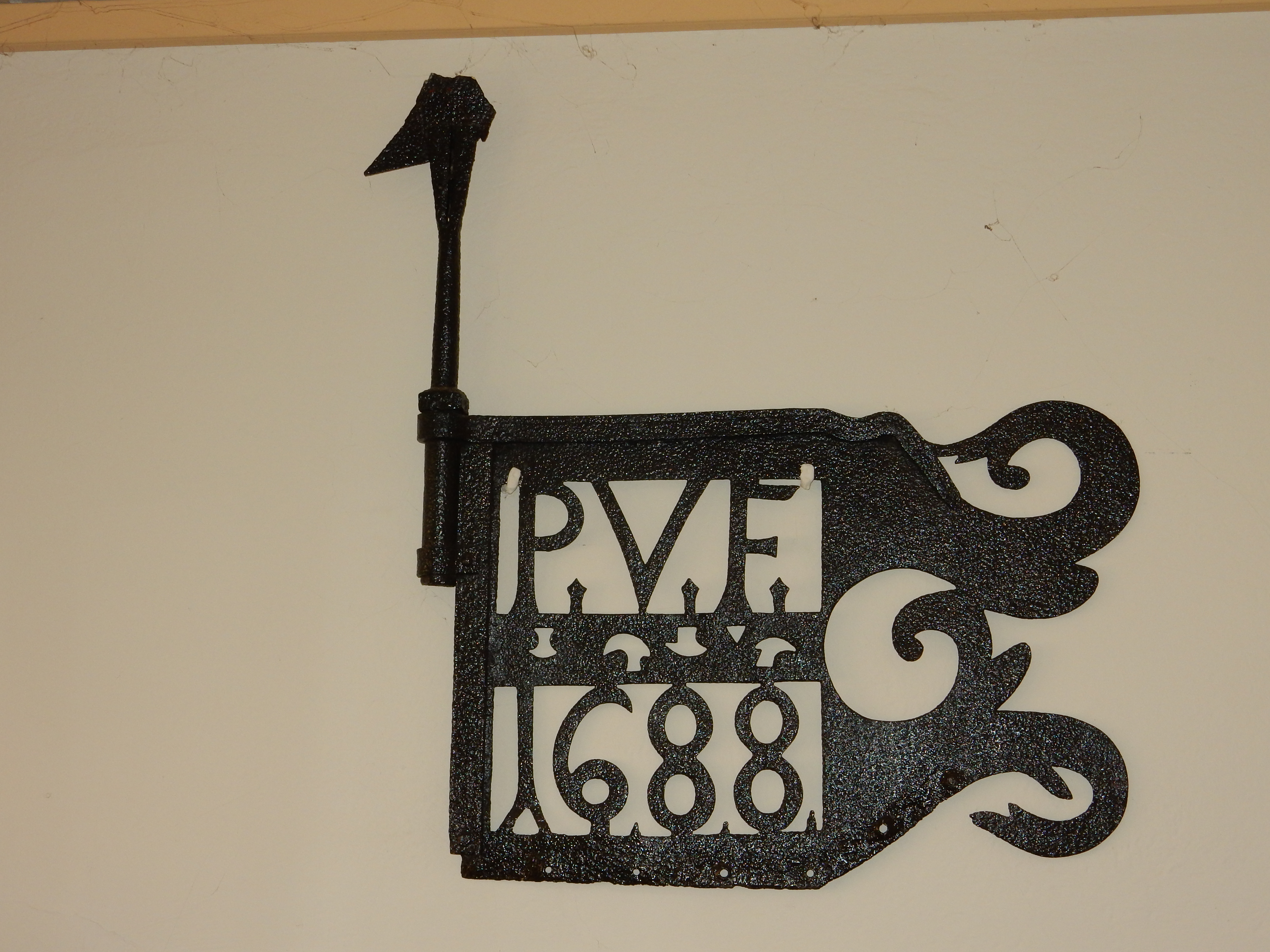
Wetterfahne der Dorfkirche

Das Aussehen der Kirche zu Beginn des 19. Jahrhunderts und der Taufschale sind durch in der Potsdamer Plankammer aufgefundene Zeichnungen von Heinrich Wohler bekannt, datiert 1834.
Die Kirche wurde am 20. April 1945, in den letzten Tagen des Zweiten Weltkrieges, von der Wehrmacht gesprengt, da den anrückenden Truppen der Roten Armee keine erhöhten Orientierungspunkte und Möglichkeiten für den Einsatz von Artilleriebeobachtern geboten werden sollten.
Das Gebäude wurde nicht wieder aufgebaut, allerdings errichtete die Gemeinde einen hölzernen Glockenstuhl mit drei Glocken auf dem Gelände; eine kleine Backsteinkapelle erinnert an das alte Gotteshaus. Sie und das Pfarrhaus dienen als Predigtstätte und der Kirchengemeinde für ihre seelsorgerische Tätigkeit. Im Pfarrhaus werden – laut einem Journalistenbesuch bei dem inzwischen 26. Pfarrer der Malchower Gemeinde – „wertvolle Ziborien“ aus dem 18. Jahrhundert aufbewahrt.
1984 gab es einigen Schriftverkehr, der im Zusammenhang mit der gesprengten Berliner Versöhnungskirche über einen Grundstückstausch auch einen eventuellen Kirchenneubau in Wartenberg, dem benachbarten Ortsteil von Malchow, zum Inhalt hatte. Wartenberg und Malchow bilden einen gemeinsamen Kirchensprengel. Der Tausch und damit ein Neubau wurde aber von der DDR-Regierung abgelehnt.
Ein Mauerrest des früheren Chorpolygons wurde als Mahnmal gegen den Krieg gestaltet: Eine Bronzefigur, die einen Geistlichen darstellt, steht in einem türlosen Kirchenbogen, an den Mauern ist der Schriftzug „Friede auf Erden“ zu lesen. Daneben liegt ein ungeordneter Haufen der alten Feldsteine der Kirche. Ein Teil dieser Feldsteine wurde beim Wiederaufbau der Berliner Nikolaikirche wiederverwendet. Direkt auf dem alten Friedhof befinden sich ein Denkmal für die 19 Malchower Männer, die im Ersten Weltkrieg gefallen sind sowie ein kleiner Gedenkstein auf einem Grabmal des unbekannten Soldaten.

## Bedeutende Personen, die mit der Kirche Malchow verbunden sind
- Paul Freiherr von Fuchs, brandenburgisch-preußischer Minister und Gutsbesitzer in Malchow, Kirchenpatron
- Sophie Charlotte, häufiger Gast bei Fuchs und Nutzerin von dessen Bibliothek[5]
- Johann Porst, langjähriger Pfarrer der Gemeinde, später Dompropst und Beichtvater der preußischen Königin, bekannt als Herausgeber des Porstschen Gesangbuches
- Karl von Hertefeld (1764–1867), Gutsbesitzer
- Heinrich Simon, Bankier, auf dem Malchower Kirchhof beigesetzt
- Karl Lohmann, Jurist und Politiker, ebenfalls auf dem Malchower Kirchhof beigesetzt[3]

## Sonstiges
Die evangelischen Glaubensanhänger aus Malchow bilden den „Pfarrsprengel Malchow“, der als Gemeinde Malchow/Wartenberg/Falkenberg zum Evangelischen Kirchenkreis Weißensee gehört. Ein christlicher Kindergarten wird im Ortsteil unterhalten.